# Stejărel Olaru
Stejărel N. Olaru (n. 13 ianuarie 1973, Aldeni, județul Buzău) este un istoric și politolog român.  A absolvit Facultatea de Teologie Ortodoxă a Universității București, apoi studii postuniversitare în domeniul științelor politice (Școala Națională de Studii Politice și Administrative, București) după care a devenit doctor în științe militare și informații (Universitatea Națională de Apărare "Carol I", București). Este căsătorit și locuiește cu familia în București. Este cunoscut ca istoric, expert în istoria serviciilor de informații și politolog. 

## Activitate profesională
Institutul de Investigare a Crimelor Comunismului
Director al Institutului de Investigare a Crimelor Comunismului între 2005-2010, institut pe care l-a condus  împreună cu istoricul Marius Oprea. Împreună au întocmit și trimis în judecată, pentru prima dată în anul 2007, dosarele a 210 torționari printre care și Alexandru Vișinescu, dar și ceilalți anchetați abia în prezent. În ciuda probelor, procurorii au dat la început ca soluție la aceste dosare "neînceperea urmăririi penale".
Din 2006 până în 2009, Institutul de Investigare a Crimelor Comunismului și Memoria Exilului Românesc, sub conducerea lui Marius Oprea și a lui Stejărel Olaru, a anchetat și a trimis Parchetelor cazurile privind 300 de persoane care ar fi comis crime și abuzuri pe vremea comuniștilor. Toate sesizările au fost însă respinse de Secția Militară. Potrivit directorului IICCMER, „aceste sesizări au fost respinse pentru diferite motive, fie pentru că nu s-au identificat elementele consititutive ale infracțiunii, fie că a intervenit prescripția”.
Două cazuri mai cunoscute:
- Cazul Vasile Paraschiv -Paraschiv a fost răpit, torturat și lăsat să moară într-o pădure 1979. În acest caz, institutul a sesizat Parchetul pentru tortură. Parchetul a schimbat însă încadrarea în abuz în serviciu și a constatat că infracțiunea s-a prescris, astfel că dosarul a fost clasat.[6]

- Cazul torționarului Gheorghe Enoiu. Enoiu ocupa în anii ’50 funcția de șef al Direcției Penale a Securității. Parchetul a analizat sesizarea la șapte luni după ce Enoiu a decedat și a răspuns că infracțiunile s-au prescris. Răspunsul Parchetului a fost transmis în 2010, la trei ani de la sesizare.

În 2008 a coordonat împreună cu de Lucia Hossu-Longin realizarea de filme documentare „Reconstituiri”, serie care are episoadele: „Băieții răi”, „Atacul de la Berna”, „Fă-l să dispară!”, „Ministerul Adevărului”, „Culianu în țara lui Ceaușescu” și „Operațiunea Grecia”.
Alte funcții
Între 2006 și 2008 a fost consilier de stat pe probleme de securitate națională la Cancelaria Prim-ministrului și reprezentant al guvernului în Comunitatea Națională de Informații și secretar de stat în Ministerul Afacerilor Externe în perioada 2013-2014.

## Volume publicate
- Marius Oprea, Stejărel Olaru ș.a., Securiștii partidului. Serviciul de cadre al PCR ca poliție politică, Ed. Polirom, Iași 2002;
- Stejărel Olaru, Georg Herbstritt, Vademekum Contemporary History Romania. A Guide through Archives, Research Institutions, Libraries, Societies, Museums and Memorial Places. Commissioned by Stiftung zur Aufarbeitung der SED-Diktatur, Berlin-Bucharest 2004;
- Ziua care nu se uita. 15 noiembrie 1987, Brasov, Autor(i): Marius Oprea, Stejarel Olaru. Categoria: Politica, Editura Polirom, [2002]
- Cei cinci care au speriat Estul. Atacul asupra legatiei RPR de la Berna (februarie 1955). Autor: Stejarel Olaru, Editura Polirom, [2003]
- The Day We Won’t Forget. 15 November 1987, Brasov,Autor(i): Marius Oprea, Stejarel Olaru. Categoria: Istorie, Editura Polirom [2003]
- Vademekum Contemporary History Romania. A Guide through Archives, Research Institutions, Libraries, Societies, Museums and Memorial Places, Romanian Institute for Recent History, 2004
- Stejărel Olaru, Georg Herbstritt, Stasi și Securitatea, Editura Humanitas, București 2005.
- Rîmaru – Butcher of Bucharest , Profusion Book Publishing House, 2012
- Agentul nostru Victor, Editura Polirom, 2018. ISBN: 9978-973-46-6673-7
- Maria Tanase. Artista, omul, legenda, Editura Corint, 2019. ISBN: 9786067936643
- Nadia si Securitatea, Editura Epica, București 2021. ISBN: 9786069519707

## Citate
”În comunism te simțeai muribund, cu un picior în groapă, gata să-ți dai duhul.”
Reacție la un sondaj care arata că doar 8% dintre români mai sunt interesați de subiectul “comunismul în România”: “dacă e nevoie de 5% ca să intri în Parlament, 8% rămâne un procent încurajator.”

## Controverse
Pe 22 decembrie 2015, Agenția Națională de Integritate (ANI) a constatat faptul că Stejărel Olaru s-a aflat în stare de incompatibilitate în perioada 4 februarie 2011 – 28 ianuarie 2013, ca urmare a exercitării simultane a funcțiilor de membru în cadrul Consiliului de Administrație al Societății Române de Radiodifuziune și administrator al S.C. STANDARD PROIECT MEDIA S.R.L.